# Masunori Hiratsuka
Masunori Hiratsuka (jap. 平塚 益徳 Hiratsuka Masunori; ur. 19 czerwca 1907 w Tokio, zm. 10 marca 1981 tamże) – japoński pedagog.
Ukończył studia na Uniwersytecie Tokijskim. Od 1940 do 1944 roku był profesorem na uniwersytecie w Hiroszimie, a w latach 1944–1963 w Uniwersytecie Kiusiu. Od 1960 roku, przez trzy lata, był dyrektorem Departamentu Wychowania UNESCO w Paryżu, następnie dyrektorem generalnym Narodowego Instytutu Badań Pedagogicznych w Tokio, a od roku 1965 przewodniczącym japońskiego Towarzystwa Pedagogiki Porównawczej.
Jego zainteresowania naukowe koncentrowały się wokół historii wychowania, teorii moralnego wychowania, pedagogiki porównawczej oraz zagadnień dotyczących organizacji oświaty.

## Główne książki
- History of Japanese Education, 1939
- History of Modern Chinese Education and Culture, 1941
- Japans's Future and Moral Education, 1957
- Moral Education in Europe, 1958
- Democracy in Education, 1960
- Future of Japanese Education, 1964
- Jinbutsu wo chūshin to shita joshi-kyōikushi, 1965[1].